# Fusionskøkken
Fusionsmad er mad fremstillet af utraditionelle kombinationer fødevarer og/eller kogekunster fra forskellige lande. Fusionskøkken betegner denne eksperimenterende retning inden for kogekunsten.
Fusionskøkken er opstået som nyt ord på dansk i 1997 afledt af den engelske betegnelse fusion cuisine.
En reaktion på fusionskøkkenet er en ny mode, hvor simple retter med lokalt dyrkede råvarer er i fokus.